# Італійська федерація футболу
Італійська федерація футболу (ІФФ, італ. Federazione Italiana Giuoco Calcio; F.I.G.C.) — керівний футбольний орган Італії, який координує організацію та проведення змагань у футбольних лігах країни, розіграші Кубка Італії, інших внутрішніх змагань з футболу, а також забезпечує підготовку та участь у міжнародних змаганнях національної збірної Італії з футболу, жіночих, молодіжних та юнацьких збірних команд Італії. 
Член ФІФА з 1905 року. Член УЄФА з 1954 року (одна з федерацій-фундаторів організації). Штаб-квартира розташована в Римі.

## Історія
Футбол на теренах Італії почав активно розвиватися наприкінці XIX сторіччя, насамперед у портових містах країни, в які заходили кораблі з Британських островів, та в інших великих містах, в яких мешкали й працювали британці. 1898 року ентузіастами цього порівняно нового для країни виду спорту було прийнято рішення про створення формальної організації, покликаної координувати розвиток італійського футболу. Такою організацією стала Федерація Італії з футболу (італ. Federazione Italiana del Football), заснована у столиці П'ємонту Турині. Того ж року під егідою новоствореної федерації було проведено перший федеральний чемпіонат країни, участь у якому взяли три туринські клуби і одна команда з Генуї.
1909 року більшість італійських футбольних клубів, що існували на той час, проголосували за зміну назви організації на «Італійська федерація футболу» (італ. Federazione Italiana Giuoco Calcio), яку вона носить і понині. На той час федерація вже входила до складу ФІФА, приєднавшись до цієї організації у 1905.
На початку XX сторіччя федерація забезпечувала дотримання вимог ФІФА щодо аматорського статусу футболу, будь-які виплати гравцям за участь у футбольних матчах були поза законом і, якщо й проводилися, то таємно. Перші кроки з офіційного впровадження професійного футболу в Італії були зроблені у другій половині 1920-х, коли футболісти отримали право вимагати компенсацію за недоотримані через участь у футбольних матчах доходи. При цьому формально вони продовжували вважатися аматорами. У той же період були зроблені перші кроки з обмеження кількості іноземців в італійських клубах — згідно з упровадженим лімітом кожній італійській команді дозволялося мати на полі лише одного іноземця. Надалі вимоги щодо ліміту «легіонерів» неодноразово змінювалися, однак лишалися досить жорсткими.
Метою обмеження кількості іноземців в італійських клубах було стимулювання підготовки саме італійських гравців, і ця політика довела свою ефективність — невдовзі після запровадження ліміту італійська національна команда стала найсильнішою збірною світу на другому в історії чемпіонаті світу, проведеному 1934 року. За чотири роки на чемпіонаті світу 1938 «скуадра адзурра» захистила титул найсильнішої збірної планети. До того, у 1936, італійці стали переможцями футбольного турніру на XI Літніх Олімпійських іграх.
Надалі італійська збірна незмінно перебувала серед найсильніших футбольних команд світу, ще двічі ставала чемпіоном світу (в 1982 та 2006), вигравала чемпіонат Європи 1968 року і чемпіонат Європи 2020 року.